# Lori FC
Lori FC is een Armeense voetbalclub uit Vanadzor in de provincie Lori.
De club werd in 1936 opgericht en speelde de laatste jaren van de Sovjet-Unie in de Vtoraja Liga. Na de Armeense onafhankelijkheid begon de club in 1992 de Bardzragujn chumb. In 1994 degradeerde de club naar de Aradżin chumb en wisselde vervolgens promoties en degradaties af. Begin 2006 werd de club opgeheven.
In 2017 werd de club heropgericht en won in het seizoen 2017/18 direct de Aradżin chumb. In het seizoen 2018/19 werd Lori vijfde in de Bardzragujn chumb en verloor de finale om de Armeense voetbalbeker van Alasjkert.

## Erelijst
- Aradżin chumb: 1993 (groep 2), 2017/18
- Armeense voetbalbeker: finalist 2018/19

## Bekende (ex-)spelers
- Jonel Désiré
- Hayk Ishkhanyan
- Alex Kakuba
- Artyom Khachaturov
- Tinga Kofi Tei

FA Alasjkert · 
Ararat Jerevan · 
FC Ararat-Armenia ·
BKMA ·
Gandzasar Kapan ·
FC Noah ·
FC Pjoenik Jerevan · 
Sjirak Gjoemri ·
FC Urartu ·
FC Van ·
FC West Armenia